# Mokopirirakau galaxias
Mokopirirakau galaxias — вид ящірок з родини диплодактилідів (Diplodactylidae). Описаний у 2021 році.

## Поширення
Ендемік Нової Зеландії. Виявлений у заповіднику Отеаке в регіоні Отаго на півдні Південного острова.